# Apostleship of the Sea

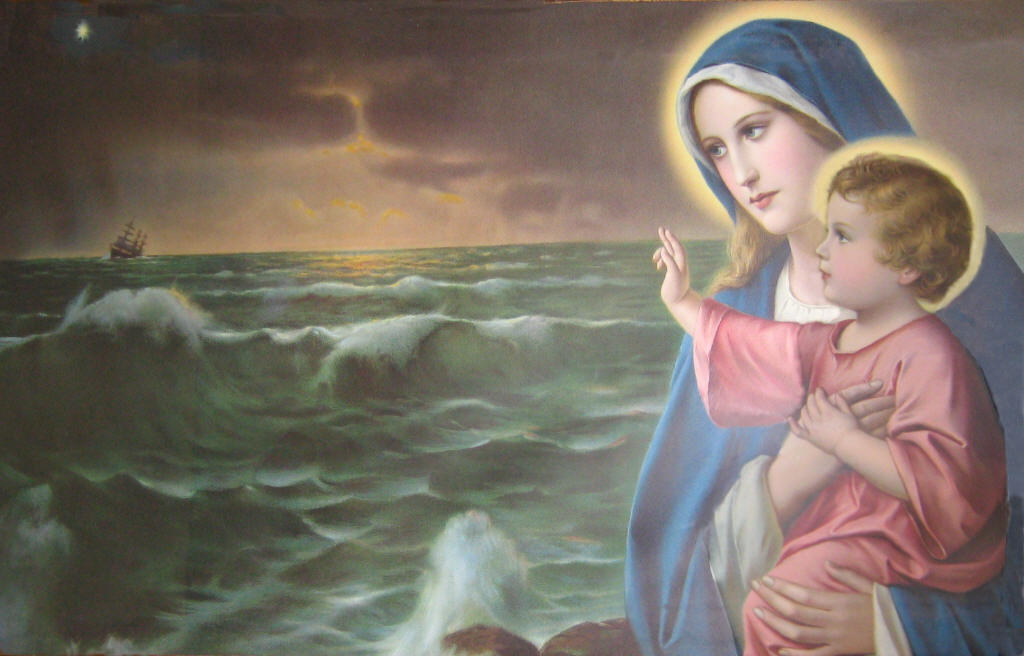
Star of the Sea.

Apostleship of the Sea (auch: Stella Maris, Star of the Sea, Abk.: AoS) ist ein Hilfswerk der katholischen Kirche. Das Werk wurde Ende des 19. Jahrhunderts in Glasgow, Schottland gegründet und bietet unter dem Patronat Marias (Virgin Mary) in Form der Stella maris (Our Lady, Star of the Sea) pastorale Angebote für Seeleute durch Chaplaincies in Häfen auf allen Kontinenten.

## Geschichte
Die Bewegung entstand in den 1890ern aus mehreren eigenständigen Initiativen. 1891 verteilte das Apostolate of Prayer erstmals religiöse Traktate und Bücher von Wimbledon College an zwölf Schiffe und begann, Seeleute in die Gemeinschaft aufzunehmen. Zwei Jahre später begann die Society of St. Vincent de Paul Seeleute in den Häfen von Bristol, Sunderland und Tyneside. Im selben Jahr wurde auch ein Catholic Seafarers’ Centre in Montreal eröffnet.
Die heutige Apostleship of the Sea Port Ministry wurde 1920 in Glasgow gegründet. Zu dieser Zeit verfügte Großbritannien über eine der größten Handelsflotten der Welt, in der tausende britische „Seafarers“ beschäftigt waren. Die Apostleship of the Sea unterhielt große Seafarers’ Hostels in allen wichtigen Häfen, wo Seeleute wohnen konnten, solange ihre Schiffe im Hafen lagen, was zum Teil mehrere Wochen dauern konnte. Hunderte Freiwillige aus den Parishes (Gemeinden) vor Ort waren beteiligt, Gastfreundschaft und Unterhaltung für die Seeleute anzubieten.
Im Laufe der Zeit schrumpften die Crews aufgrund der technologischen Veränderungen und verbrachten auch weniger Zeit in den Häfen. Heute geschieht der Hauptkontakt durch Schiffsbesuche und Drop-in Centre.
1969 wurde die Apostleship Gründungsmitglied der International Christian Maritime Association. Zu diesem Netzwerk gehören auch Sailors' Society, Finnish Seamen's Mission (Lutherisch), International Seafarers' Welfare and Assistance Network, Mission to Seafarers (Anglikanisch), The Marine Society (Seafarers' Charity), The Royal National Mission to Deep Sea Fishermen (UK), Sailortown.

## Organisation

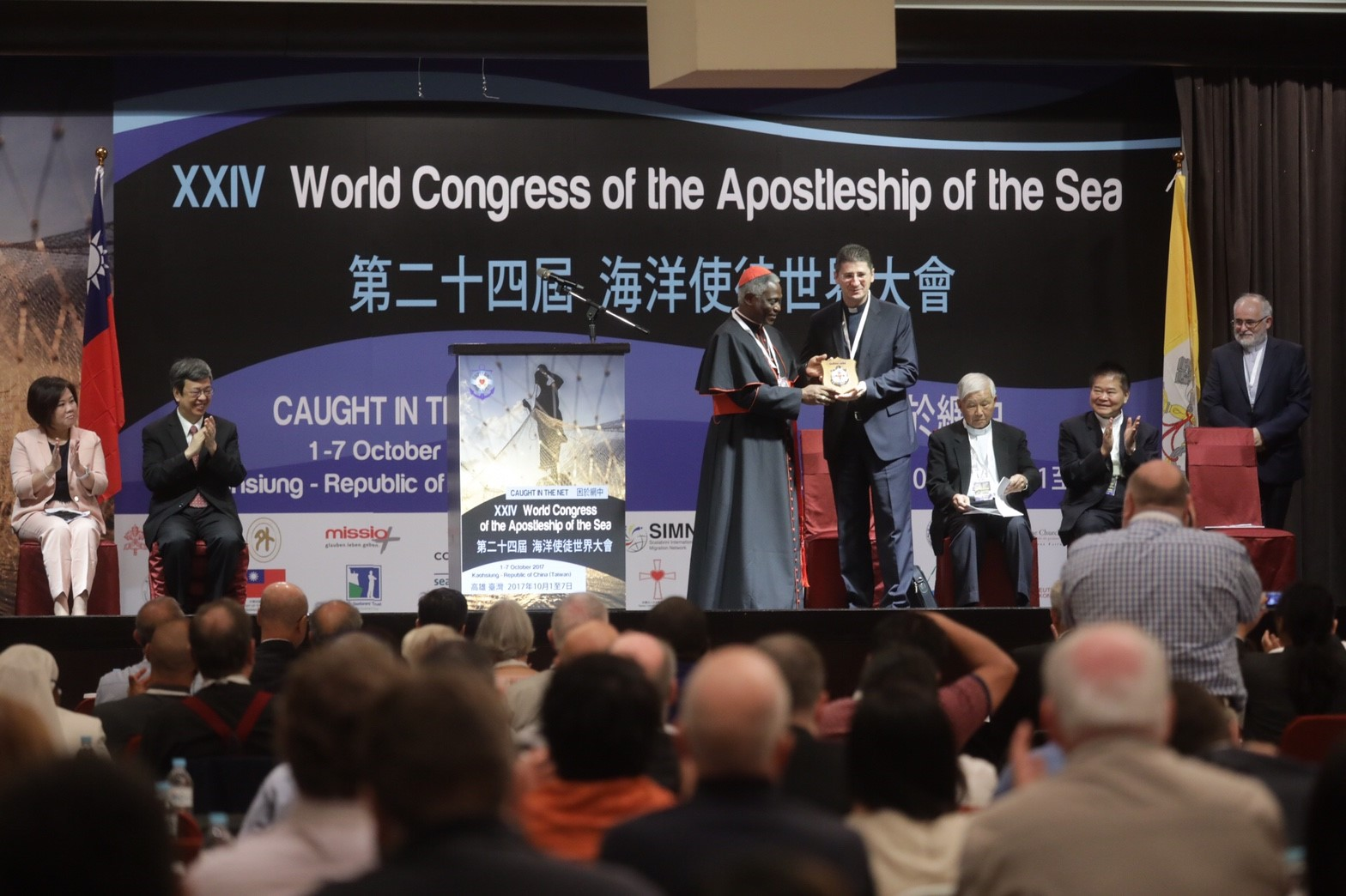
Apostleship of the Sea

In jedem großen Land fungiert ein Bischof als episcopal Promoter der AOS und beaufsichtigt die Arbeit des National Director. Der Direktor koordiniert die Einsätze der Chaplains und unterstützt sie in ihren Diensten. Jedes Land veranstaltet eine jährliche Konferenz. Die übergeordnete Organisation wird durch den Päpstlichen Rat der Seelsorge für die Migranten und Menschen unterwegs geleistet. Weil die „Gemeindeglieder“ der Apostleship of the Sea rund um die Welt reisen, ist es notwendig, dass deren Pastoren in gegenseitigem Austausch stehen. Der World Congress, der alle fünf Jahre vom Apostolatus Maris Office veranstaltet wird, gewährleistet diese Verbindung zwischen den Ländern und dient der Verbreitung der Leitlinien des päpstlichen Councils.

## Dienste
AoS bietet praktische und pastorale Hilfe für alle Seeleute, ungeachtet ihrer Nationalität, ihres Glaubens oder ihrer Rasse. Das internationale Netzwerk hat Stellen in 311 Häfen in mehr als 30 Ländern, die von 216 Port Chaplains betreut werden.
Wenn ein Schiff einen Hafen anläuft, kann es sein, dass Inspektoren der nationalen Hafenbehörden die Mannschaften aufgrund von Gesundheits- oder Sicherheitsbedenken unter Arrest stellen. Das Schiff darf dann nicht den Hafen verlassen, bis die Situation geklärt ist. Unter solchen Umständen kommt es oft vor, dass die Schiffseigner die Verantwortung von sich weisen und ihre Schiffe aufgeben und die Crew unbezahlt und ohne Mittel zurücklassen, so dass sie nicht einmal in ihre Heimat zurückkehren können. AOS ist eine der Organisationen, die in solchen Fällen Unterstützung inklusive Nahrungsmittelspenden bietet, teilweise über mehrere Monate.
AOS-USA unterhält ein Cruise Ship Priest Program für die pastorale Betreuung von Passagieren und Crew von Kreuzfahrtschiffen, mit dem Ziel sicherzustellen, dass nur Priester mit gutem Ruf und der Erlaubnis ihrer Bischöfe/Provinciale als Chaplains auf den Fahrten eingesetzt werden.
Ein großer Teil der Mission wird getragen von Missionaren der Congregatio Scalabriniana, die sich besonders auf Seeleute und Migranten spezialisiert hat.
AOS arbeitet auch mit der Santa Marta Group zusammen, die sich für Seeleute und Fischer einsetzt, die gekidnappt, versklavt und sonst wie ausgebeutet wurden.
Jedes Jahr am zweiten Sonntag im Juli hält die katholische Kirche Fürbitten für Seeleute, ihre Familien und deren Unterstützer. Sea Sunday ist das Hauptfest und Anlass für Fundraising und Öffentlichkeitsarbeit.

## Aktivitäten
2018 hatte die Apostleship of the Sea in Großbritannien 20 Port Chaplains und 115 ehrenamtliche Mitarbeiter. Sie besuchten 10.048 Schiffe und unterstützten 221.056 Seeleute und Fischer. Es wurden auf Schiffen 83 Messen gefeiert. Auf 6.200 Schiffen wurde Lebenshilfe geleistet.
In Deutschland fungiert die Katholische Seemannsmission Stella Maris als Arm der AoS.